# (83) Beatrix
Beatrix (bay'-ə-triks) és l'asteroide núm. 83 de la sèrie, descobert per l'astrònom italià Annibale de Gasparis (1819-1892) des de Nàpols el 26 d'abril del 1865. És un asteroide força gran que orbita a l'interior del cinturó principal. El seu nom es deu a Beatrice Portinari de Florència, que en Dante Alighieri, en ésser la dona que va estimar i la seva musa, va immortalitzar a la "Vida Nova" i a la «La Divina Comèdia».